# Ankothrips aequalis
Ankothrips aequalis är en insektsart som beskrevs av Dudley Moulton 1926. Ankothrips aequalis ingår i släktet Ankothrips och familjen Melanthripidae. Inga underarter finns listade i Catalogue of Life.